# Carenas
Carenas ist ein nordspanischer Ort und eine Gemeinde (municipio) mit 167 Einwohnern (Stand: 2024) im Westen der Provinz Saragossa und der Autonomen Region Aragonien. Der Ort gehört zur bevölkerungsarmen Serranía Celtibérica.

## Lage und Klima
Carenas liegt etwa 130 Kilometer (Luftlinie) südwestlich von Saragossa in einer Höhe von 655 m. Der Río Piedra wird hier zum Stausee La Tranquera (Embalse de la Tranquera) aufgestaut.
Das Klima ist gemäßigt bis warm; der eher spärliche Regen (ca. 442 mm/Jahr) fällt mit Ausnahme der eher trockenen Sommermonate übers Jahr verteilt.

## Bevölkerungsentwicklung
| Jahr      | 1970 | 1981 | 1991 | 2001 | 2011 | 2021 |
| Einwohner | 416  | 369  | 247  | 215  | 195  | 182  |

Die Mechanisierung der Landwirtschaft, die Aufgabe bäuerlicher Kleinbetriebe und der damit verbundene Verlust von Arbeitsplätzen führten seit der Mitte des 20. Jahrhunderts zu einem deutlichen Rückgang der Bevölkerung (Landflucht).

## Sehenswürdigkeiten
- Himmelfahrtskirche
- Kapelle Santa Ana
- Burganlage von Somet (auch Somed), 829 als Fluchtburg erwähnt, auf der Erhebung des Cerro Somé (817 m) gelegen

## Persönlichkeiten
- José Abad (Mönch), (1603–1667), Mönch des Ordens Unserer Lieben Frau der Barmherzigkeit, Universitätsprofessor in Huesca
- Antonio Torres Tirado (1850–1907), Geograph und Kunsthistoriker
- Manuel Méndez Lozano (genannt Manolo Kabezabolo, * 1966), Punkrocker